# Hail! South Dakota
Hail! South Dakota! (en español: ¡Salve! ¡Dakota del Sur!) es el himno regional de Dakota del Sur, elegido por votación popular como canción oficial del estado. Fue escrito y compuesto por DeeCort Hammitt.
Se publicó originalmente bajo The Sunshine State Music Co. Alcester, So. Dakota.

## Letra

#### Letra original de DeeCourt Hammitt (eninglés):
Hail! South Dakota! a great state of the land; Health, wealth and beauty, that's what makes her grand; She has her Black Hills, and mines with gold so rare, And with her scenery, no other state can compare.

Come where the sun shines, and where life's worth your while; You won't be here long, till you'll wear a smile; No state's so healthy, and no folk quite so true. To South Dakota we welcome you.

Hail! South Dakota! the state we love the best,

Land of our fathers, builders of the west;

Home of the Badlands, and Rushmore's ageless shrine,

Black Hills and prairies, farmland and sunshine.

Hills, farms and prairies, blessed with bright sunshine.

#### Letra original de DeeCourt Hammitt (enespañol):
¡Salve! ¡Dakota del Sur! Un gran estado de la tierra; Salud, riqueza y belleza, eso es lo que la hace grande; Ella tiene sus Black Hills y minas con oro tan raro, Y con sus paisajes ningún otro estado puede compararse.

Ven a donde brilla el sol y donde vale la pena vivir; No estarás aquí mucho tiempo hasta que lleves una sonrisa; Ningún estado es tan saludable ni ningún pueblo es tan verdadero. A Dakota del Sur le damos la bienvenida.

¡Salve! ¡Dakota del Sur! El estado que más amamos. Tierra de nuestros padres, constructores del oeste; Hogar de las Badlands y santuario eterno del Monte Rushmore, Colinas Negras y praderas, tierras de cultivo y sol. Colinas, granjas y praderas, bendecidas con un sol brillante.

## Escritores
La canción "Hail South Dakota" fue escrita originalmente por Deecourt Keith "Deckert" Hammitt durante la Segunda Guerra Mundial en 1943.
Deecourt nació y creció en Spencer, condado de McCook, Dakota del Sur, el 6 de enero de 1893 y más tarde murió el 24 de agosto de 1970 en Sacramento, condado de Sacramento, California y fue sepultado en Fair Oaks, condado de Sacramento, California.